# Carlos de Castro (futbolista)
Carlos Enrique de Castro Storace (Montevideo, 19 de abril de 1979 – Mérida, 16 de febrero de 2015) fue un futbolista uruguayo. Jugó de defensa central y su último equipo fue Estudiantes de Mérida de la Primera División de Venezuela.

## Fallecimiento
El 31 de enero de 2015 el microbús en que viajaban los jugadores de Estudiantes sufrió un accidente de tránsito en Venezuela, cuando se dirigían desde la ciudad de Mérida vía San Felipe en la autopista José Antonio Páez. En el accidente De Castro sufrió una fractura cervical en la médula espinal, razón por la cual tuvo que ser intervenido quirúrgicamente para corregirla. Sin embargo, el 16 de febrero sufrió un paro cardíaco debido a una insuficiencia respiratoria, que le provocó el deceso.

## Clubes
| Club                      | País      | Año       |
| ------------------------- | --------- | --------- |
| Miramar Misiones          | Uruguay   | 2000-2006 |
| Deportes Melipilla        | Chile     | 2007      |
| San José                  | Bolivia   | 2008      |
| Thrasyvoulos FC           | Grecia    | 2008-2009 |
| Estudiantes de Mérida     | Venezuela | 2009-2010 |
| Xelajú                    | Guatemala | 2010      |
| Universidad César Vallejo | Perú      | 2011      |
| Estudiantes de Mérida     | Venezuela | 2012-2015 |